# Gömör vármegye
Gömör vármegyét Szent István király hozta létre az államalapítás és a királyi vármegyerendszer megszervezése idején Gömörvár központtal. a Gömör, másként Gömörország nevű tájegység területén. 1802-ben szűnt meg, amikor egyesítették a Kis-Hont kerülettel Gömör és Kishont vármegye néven.
Területére valószínűleg kabar eredetű határőrnépeket telepítettek; ők voltak a gömörőrök. A gyepűn túli területek meghódításával, a határ északabbra tolásával a gömörőrök is északabbra települtek, a Szepességbe, ahol már szepesi lándzsásnemesek hívták őket e névvel is jelezve a nemesekét megközelítő kiváltságaikat.

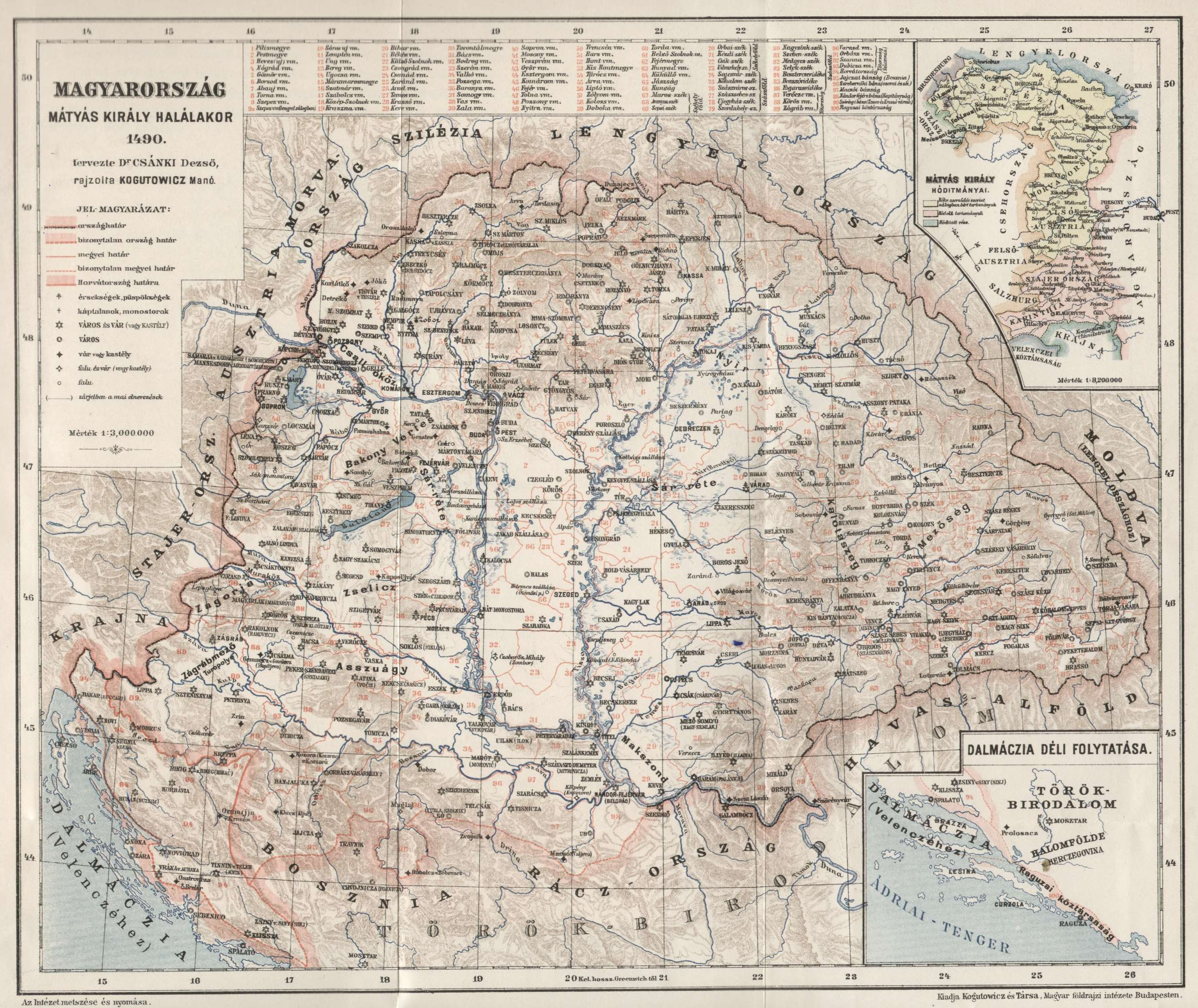
Csánki Dezső–Kogutowicz Manó: Magyarország Mátyás király halálakor

## Lásd még
- Gömör és Kishont vármegye